# Sorelle Lumière
Sorelle Lumière — сорок шестой студийный альбом итальянской певицы Мины, выпущенный в 1992 году на лейбле PDU.
Название альбома «Сёстры Люмьер» — отсылка к братьям Люмьер, родоначальникам кино; в целом же оформление альбома обращается к теме кинематографа, в частности на обложке голова Мины изображена в виде кинопроектора, а множество Мин-зрительниц в кинозале наблюдают на экране Мину, где также пародируется кадр из фильма «М». Оформление — Мауро Балетти.
В 2018 году журнал Rolling Stone поместил его на 9-е место в списке самых недооценённых альбомов Мины.

## Список композиций
| №                   | Название                                             | Автор(ы)                                                | Длительность |
| ------------------- | ---------------------------------------------------- | ------------------------------------------------------- | ------------ |
| 1.                  | «Come mi vuoi»                                       | Мариэлла Нава, Эдуардо Де Крешенцо                      | 5:40         |
| 2.                  | «Un nuovo amico / E poi…»                            | Могол, Риккардо Коччанте / Андреа Ло Веккьо, Шел Шапиро | 4:11         |
| 3.                  | «Come stai?»                                         | Массимилиано Пани, Джорджо Калабрезе, Клаудиа Ферранди  | 4:35         |
| 4.                  | «Cry Me a River»                                     | Артур Гамильтон                                         | 5:22         |
| 5.                  | «Figlio unico»                                       | Жуан Рубинату, Риккардо Дель Турко                      | 3:51         |
| 6.                  | «Non avere te»                                       | Массимилиано Пани, Джорджо Калабрезе, Массимо Боцци     | 5:02         |
| 7.                  | «I ricordi della sera (È scesa malinconica la sera)» | Тата Джакобетти, Вирджилио Савона                       | 3:03         |
| 8.                  | «Cigarettes and coffee»                              | Шальпи, Франко Мльяччи                                  | 4:30         |
| 9.                  | «I’ll Fly for You / Oye Como Va / Black Magic Woman» | Гэри Кемп / Тито Пуэнте / Питер Грин                    | 4:03         |
| 10.                 | «Robinson»                                           | Массимилиано Пани, Джорджо Калабрезе                    | 2:25         |
| Общая длительность: | Общая длительность:                                  | Общая длительность:                                     | 45:05        |

| №                   | Название                     | Автор(ы)                                           | Длительность |
| ------------------- | ---------------------------- | -------------------------------------------------- | ------------ |
| 1.                  | «Anima nera»                 | Маурицио Моранте, Пьеро Кассано, Массимилиано Пани | 4:35         |
| 2.                  | «Se poi»                     | Карло Маррале                                      | 5:43         |
| 3.                  | «Fuliggine»                  | Маурицио Моранте                                   | 4:05         |
| 4.                  | «Uomo ferito»                | Валентина Готье                                    | 4:01         |
| 5.                  | «Quando finisce una canzone» | Маурицио Моранте, Серджо Фарина                    | 4:23         |
| 6.                  | «Neve»                       | Джованни Донцелли, Винченцо Леомпорро              | 5:22         |
| 7.                  | «Amore, amore, amore mio»    | Коррадо Кастеллари, Джакинто Де Митри              | 5:00         |
| 8.                  | «Ancora un po'»              | Франческо Джардинаццо, Роберто Коста               | 4:37         |
| 9.                  | «Voli di risposte»           | Самуэле Черри                                      | 2:17         |
| 10.                 | «La follia»                  | Маурицио Моранте, Серджо Фарина                    | 3:38         |
| Общая длительность: | Общая длительность:          | Общая длительность:                                | 43:49        |

## Чарты
| Чарт (1992)              | Высшая позиция |
| ------------------------ | -------------- |
| Европа (Music & Media)   | 60             |
| Италия (Musica e dischi) | 4              |

| Чарт (1992)              | Позиция |
| ------------------------ | ------- |
| Италия (Musica e dischi) | 29      |